# Mohammad Ali Jafari
El General Mohammad Ali Jafari (en persa: محمدعلی جعفری‎), nacido el 1 de septiembre de 1957 en Yazd, también conocido como Aziz Jafari y Ali Jafari, es el comandante de la Guardia Revolucionaria de Irán. Se lo nombró el 1 de septiembre de 2007 el Líder Supremo de Irán, Alí Jamenei. Su predecesor fue General Yahya Rahim Safavi.
Según un informe del 2 de septiembre difundido por Radio Free Europe, Radio Farda reportó que Jafari ha sido cerca de la facción conservadora, la cual incluye Mohsen Rezaee, Secretario del Consejo de Discernimiento de Conveniencia y Mohammad Bagher Ghalibaf, actual alcalde de Teherán, esos dos también exmiembro de la Guardia Revolucionaria. Se vio el reemplazo de Safavi como una tentativa a reforzar la facción conservadora como un contrapeso a los radicales cerca del presidente Mahmoud Ahmadinejad, quién es cerca del relevado Safavi.
Según Radio Free Europe «Observadores lo ven principalmente como un táctico, organizador y militar técnico». La revista oficial de la Unión Europea dijo que tres guardias revolucionarias iraníes, Jafari, Qasem Soleimani y Hossein Taeb, comandante asistente de la guardia revolucionaria, ahora fueron sometidos a sanciones por haber «aportado equipamiento y apoyo para ayudar el régimen sirio suprime protestas en Siria».